# Stenbjörn, Västmanland
Stenbjörn är en sjö i Surahammars kommun i Västmanland och ingår i Norrströms huvudavrinningsområde. Stenbjörn ligger i Stora Flyten och Stormossen Natura 2000-område.